# Jean-René Jérôme
Jean-René Jérôme (1942 - 1991) fue un pintor y escultor de Haití. Nacido en Petit-Goâve; , Jérôme trabajó la Cerámica y sus obras han sido expuestas en Santo Domingo, Brasil, Canadá, Senegal, y Martinica. Fue profesor de la Escuela de Bellas Artes de Port-au-Prince.